# Acanthurus bariene
Acanthurus bariene (Lesson, 1831) è un pesce osseo marino appartenente alla famiglia Acanthuridae.

## Distribuzione e habitat
Questa specie è diffusa nell'Indo-Pacifico tropicale dal Mozambico e le Maldive a ovest alle isole Salomone a est e arrivando a nord alle Ryūkyū e a sud alla grande barriera corallina australiana. 
L'habitat di questo pesce sono le barriere coralline dove vive sul lato esterno in profondità. I giovanili vivono in acque basse e in aree protette dalle onde trovando rifugio fra i coralli molli.
Si può trovare fra i 6 e i 50 metri di fondale, raramente sopra i 15 metri e abitualmente sotto i 30.

## Descrizione
Questa specie, come gli altri Acanthurus, ha corpo ovale, compresso lateralmente. La bocca è piccola, posta su un muso sporgente; sul peduncolo caudale è presente una spina mobile molto tagliente. La pinna dorsale è unica e piuttosto lunga, di altezza uniforme. La pinna anale è simile ma più corta. La pinna caudale è lunata. Le scaglie sono molto piccole. Gli adulti, soprattutto i maschi, hanno un'evidente gibbosità frontale che giunge fino alla bocca. La livrea dell'adulto è caratteristica, il fondo è bruno, l'occhio è circondato da una macchia gialla e dietro l'occhio, sopra l'inizio dell'apertura branchiale vi è una macchia rotonda blu o nerastra. La base delle pinne dorsale e anale è bordata da una linea blu. La pinna dorsale è gialla e ha un margine blu anche nella parte superiore. Il peduncolo caudale è spesso bianco, l'aculeo che vi è presente è bordato di scuro. Due macchie giallastre più o meno distinte sono presenti sulla gola e dietro l'opercolo.
È riportata la taglia massima è di 50 cm.

## Biologia

### Comportamento
Si incontra solitario o in coppie. È una specie confidente, facile da avvicinare da parte dei subacquei.

### Alimentazione
Si nutre del biofilm algale che copre le rocce o la sabbia.

## Pesca
È oggetto di pesca per il consumo specie in Thailandia e nelle Filippine.

## Acquariofilia
Si trova sul mercato dei pesci d'acquario dove ha prezzi molto elevati.

## Conservazione
È una specie sporadica in gran parte dell'areale mentre è da comune ad abbondante alle Filippine. È oggetto di pesca abbastanza intensa in parte del range di distribuzione, anche di pesca illegale, e si teme che possa essere oggetto di sovrapesca. La Lista rossa IUCN classifica A. bariene come "a rischio minimo".